# Євгеній (Добротворський)
Єпископ Євгеній (у миру Євфимій Добротворський; 1800 — 10 (22) квітня 1841) — єпископ Російської православної церкви, єпископ Вінницький, вікарій Подільської єпархії, духовний письменник.

## Біографія
Народився в 1800 році в родині псаломщика церкви села Ново-Прокудіна Владимирської губернії. Закінчив Владимирську духовну семінарію.
У 1823 році пострижений у чернецтво. Служив настоятелем Пінського Богоявленського монастиря.
У 1825 році закінчив Санкт-Петербурзьку духовну академію.
З 1829 року — ректор Мінської духовної семінарії.
У 1831 році возведений у сан архімандрита і призначений настоятелем Грозовського Іоанно-Богословського монастиря.
З 1834 року — настоятель Богоявленського монастиря в Пінську.
31 травня 1836 хіротонізований в єпископа Вінницького, вікарія Подільської єпархії. Прибув до Подільської єпархії 22 липня 1836. Відбув в Шаргородський монастиря для керівництва ним.
Крім виконання своїх архипастирських і адміністративних обов'язків, владика Євгеній з найбільшою любов'ю займався і господарськими справами Шаргородського монастиря, більшу частину року проживав в приналежному монастирю селищі Калинівці і тут розпоряджався і вникав в усі подробиці польового господарства обителі, сам трудився на полі і в саду . Поринаючи у такі господарські заняття, владика Євгеній отримав важку простуду.
Помер 10 квітня 1841. Похований преосвященний Євгеній в Шаргородському монастирі.

## Праці
- Рассуждение о важности проповеднического служения.
- Два слова // Некоторые упражнения студентов Санкт-Петербургской духовной академии VI учебного курса. — СПб., 1825, ч. 1, с. 77, 269; ч. 4, с. 222—272.